# Махаленг
Махаленг (англ. Makhaleng) — одна з місцевих громад, що розташована в районі Масеру, Лесото. Населення місцевої громади у 2006 році становило 13 146 осіб.